# Sprite

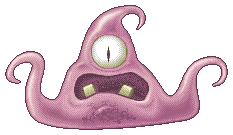
Przykładowy wygląd sprite’a

Sprite (z ang. dosł. „duszek, chochlik”) – dwuwymiarowy obrazek rastrowy używany w systemach grafiki dwuwymiarowej i 2,5-wymiarowej, który po przesunięciu i ewentualnym przeskalowaniu jest przenoszony na ekran wyświetlacza. Sprite’y pozwalają na  łatwe uzyskiwanie na ekranie nieskomplikowanych obiektów animowanych. Wiele układów graficznych 2D jest wyposażonych w zdolność do automatycznego generowania i animacji sprite’ów.
Namiastkę trzeciego wymiaru można uzyskać poprzez skalowanie sprite’ów oraz ich wyświetlanie w kolejności od najdalszych do najbliższych (w ten sposób bliższe częściowo zakrywają dalsze, co daje swoisty efekt światłocienia).
W systemach grafiki 3D zamiast sprite’ów używane są modele oparte na wielokątach, chociaż także można je spotkać jako element efektów specjalnych, np. w grach wyścigowych może być to dym z opon.

## Nazewnictwo
Technika ta w latach siedemdziesiątych, osiemdziesiątych i na początku lat dziewięćdziesiątych, kiedy dominowały komputery 8-bitowe, nosiła najczęściej miano „sprite”. W różnych systemach mikrokomputerowych miała jednak różne nazwy, np. w urządzeniach firmy Atari nazywała się „Player and Missile Graphics” (grafika graczy i pocisków) – „P/M G”.

## Cel powstania
Sprite’y zostały stworzone w celu poprawy możliwości graficznych mikrokomputerów w czasach, gdy ich procesory graficzne miały setki tysięcy razy mniejszą wydajność od współczesnych kart graficznych. Technika ta polegała na nakładaniu na gotowy analogowych obraz ekranowy wzorów graficznych duszków – operacje z tym związane nie były jednak wykonywane na zawartości pamięci RAM, ale na sygnale wideo, przez układy wyspecjalizowane. Rozwiązanie to pozwalało na tworzenie bardziej dynamicznych gier niż na komputerach pozbawionych tej techniki. Należy wziąć też pod uwagę fakt, że realizacja programowa sprite’ów wymagałaby wielokrotnie większej mocy obliczeniowej, ponieważ wymuszałaby korzystanie z trybów graficznych, a przecież niemal wszystkie gry korzystające z duszków były wówczas realizowane w trybie tekstowym.